# Friedrich von Wallenrode
Friedrich (Fryderyk) von Wallenrode (zm. 15 lipca 1410 pod Grunwaldem) – wielki marszałek zakonu krzyżackiego. Zginął w bitwie pod Grunwaldem.

## Sylwetka
Fryderyk von Wallenrode był bratem wielkiego mistrza Konrada von Wallenrode, jego krewnym był Johann von Wallenrode, w latach 1393–1416 arcybiskup Rygi. Fryderyk von Wallenrode przed 1393 był wójtem tczewskim. W tym czasie brat Fryderyka, wielki mistrz zakonu krzyżackiego Konrad von Wallenrode prowadził także ożywioną działalność gospodarczą i kolonizacyjną w Prusach. Z jego inicjatywy utworzono w 1393 nową komturię z siedzibą w Rynie. Jej pierwszym zwierzchnikiem został Friedrich von Wallenrode. W późniejszym czasie (po 1396) był także komturem Gniewu, Brodnicy i wreszcie Królewca. Będąc komturem Królewca tym samym pełnił funkcję wielkiego marszałka zakonu krzyżackiego. W 1409 roku zdobył polski zamek w Dobrzyniu nad Wisłą, wymordował obrońców i kazał ściąć dowodzącego obroną wójta dobrzyńskiego Jana z Płomian Płomieńczyka. Zginął w bitwie pod Grunwaldem dowodząc lewym skrzydłem armii zakonnej. Jego ciało zostało odesłane do Malborka wraz z ciałem wielkiego mistrza Ulricha von Jungingena i wielkiego komtura Kuno von Lichtensteina.

## W kulturze
Postać Friedricha von Wallenrode występuje w serialu Przyłbice i kaptury z 1985 w reżyserii Marka Piestraka. Rolę tę grał Leon Niemczyk.